# Christina Scherling
Sigrid Christina Scherling (* 28. Juni 1940 in Falun) ist eine ehemalige schwedische Eisschnellläuferin.

## Werdegang
Scherling, die für den Kvarnsvedens GIF aus Borlänge und für den Kubikenborgs IF aus Sundsvall startete, wurde 12-mal schwedische Meisterin im Mini-Mehrkampf (1956–1963, 1965, 1967, 1968, 1970) und nahm von 1956 bis 1971 an internationalen Wettbewerben teil. Dabei startete sie bei 12  Mehrkampfweltmeisterschaften (1956 in Kvarnsveden, 1957 in Imatra, 1958 in Kristinehamn, 1959 in Jekaterinburg, 1960 in Östersund, 1961 in Tønsberg, 1962 in Imatra, 1963 in Karuizawa, 1964 in Kristinehamn, 1965 in Oulu, 1967 in Deventer und 1968 in Helsinki). Ihre beste Platzierung dabei erreichte sie in den Jahren 1956 und 1962 mit dem siebten Platz im Mini-Mehrkampf. Bei ihren drei Teilnahmen an Olympischen Winterspielen belegte sie bei den Olympischen Winterspielen 1960 in Squaw Valley den 15. Platz über 500 m, den 11. Rang über 1000 m, den siebten Platz über 1500 m sowie den fünften Platz über 3000 m, bei den Olympischen Winterspielen 1964 in Innsbruck den 14. Platz über 1000 m, den 11. Rang über 500 m, den neunten Platz über 3000 m sowie den sechsten Platz über 1500 m und bei den Olympischen Winterspielen 1968 in Grenoble jeweils den 15. Platz über 500 m und 1000 m, den neunten Rang über 1500 m sowie den siebten Platz über 3000 m. Bei der Mehrkampfeuropameisterschaft 1970 in Heerenveen errang sie den 21. Platz im Mini-Mehrkampf.

## Erfolge

### Olympische Spiele
- 1960 Squaw Valley: 5. Platz 3000 m, 7. Platz 1500 m, 11. Platz 1000 m, 15. Platz 500 m
- 1964 Innsbruck: 6. Platz 1500 m, 9. Platz 3000 m, 11. Platz 500 m, 14. Platz 1000 m
- 1968 Grenoble: 7. Platz 3000 m, 9. Platz 1500 m, 15. Platz 500 m, 15. Platz 1000 m

### Mehrkampf-Weltmeisterschaften
- 1956 Kvarnsveden: 7. Platz Mini-Mehrkampf
- 1957 Imatra: 10. Platz Mini-Mehrkampf
- 1958 Kristinehamn: 10. Platz Mini-Mehrkampf
- 1959 Jekaterinburg: 12. Platz Mini-Mehrkampf
- 1960 Östersund: 9. Platz Mini-Mehrkampf
- 1961 Tønsberg: 11. Platz Mini-Mehrkampf
- 1962 Imatra: 7. Platz Mini-Mehrkampf
- 1963 Karuizawa: 21. Platz Mini-Mehrkampf
- 1964 Kristinehamn: 10. Platz Mini-Mehrkampf
- 1965 Oulu: 22. Platz Mini-Mehrkampf
- 1967 Deventer: 23. Platz Mini-Mehrkampf
- 1968 Helsinki: 20. Platz Mini-Mehrkampf

### Mehrkampf-Europameisterschaften
- 1970 Heerenveen: 21. Platz Mini-Mehrkampf

## Persönliche Bestzeiten
| Disziplin | Zeit       | Datum            | Ort      |
| --------- | ---------- | ---------------- | -------- |
| 500 m     | 47,0 s     | 3. Februar 1968  | Davos    |
| 1000 m    | 1:35,8 min | 28. Februar 1970 | Gol      |
| 1500 m    | 2:27,5 min | 10. Februar 1968 | Grenoble |
| 3000 m    | 5:09,8 min | 12. Februar 1968 | Grenoble |